# Jack Marley
Jack Michael Marley (* 16. November 2002) ist ein irischer Boxer im Schwergewicht.

## Karriere
Marley wurde 2021 Irischer Meister im Schwergewicht und gewann eine Bronzemedaille bei der U22-Europameisterschaft in Roseto.
2022 gewann er die Goldmedaille im Schwergewicht bei der U22-Europameisterschaft in Poreč und startete auch bei der Europameisterschaft der Elite in Jerewan, wo er in der Vorrunde mit 2:3 gegen Vagkan Nanitzanian ausschied.
2023 wurde er erneut Irischer Meister im Schwergewicht und nahm an den Europaspielen in Krakau teil, wo er Vagkan Nanitzanian, Marko Ćalić und Enmanuel Reyes besiegte, im Finale gegen Aziz Mouhiidine verlor und dadurch den zweiten Platz erreichte. Er qualifizierte sich damit automatisch, als erster irischer Schwergewichtsboxer seit 27 Jahren (nach Cathal O’Grady 1996 in Atlanta), zur Teilnahme an den Olympischen Spielen 2024 in Paris.
Im November 2023 gewann er die für das Jahr 2024 ausgetragenen Irischen Meisterschaften im Schwergewicht und nahm an der Europameisterschaft 2024 in Belgrad teil, wo er in der Vorrunde gegen Victor Schelstraete ausschied. Bei den Olympischen Sommerspielen 2024 in Paris unterlag er im Viertelfinale gegen Dawlat Boltajew.